# Système Feller
 (décembre 2023).
Si vous disposez d'ouvrages ou d'articles de référence ou si vous connaissez des sites web de qualité traitant du thème abordé ici, merci de compléter l'article en donnant les références utiles à sa vérifiabilité et en les liant à la section « Notes et références ».
Le système Feller est un système de transcription des dialectes du wallon proposé par Jules Feller (1859-1940) et publié pour la première fois dans le Bulletin de la société Liégeoise de Littérature wallonne, tome 41, (1) en 1900.
Le système Feller est dit phonético-analogique. Il est destiné à des locuteurs natifs du wallon qui maîtrisent bien leur accent local et qui savent écrire le français. Il s'est imposé graduellement, au cours du XXe siècle, pour la transcription des œuvres en wallons ethniques ainsi que pour la lexicologie.
Ce système est constitué, non pas d'un ensemble de règles appliquées indifféremment à toute l'aire wallonne, mais d'un ensemble de principes qui peuvent être adaptés selon les régions. Son usage demeure rare dans les régions wallonnes de langue picarde ou lorraine.

## Caractéristiques
Les innovations apportées par rapport à la tradition écrite précédente sont en particulier l'abandon d'usages différents du français:
- abandon des graphies traditionnelles ch et g (notant [tʃ] et  [dʒ] respectivement, et remplacées par tch et dj);
- abandon de la graphie xh, pourtant unique au wallon et omniprésente en toponymie et dans les noms de famille, mais inconnue en français (remplacée par h ou hy suivant les dialectes).

Le système Feller supprime aussi toutes les doubles consonnes (à moins qu'elles soient réellement prononcées doubles), et fixe l'écriture de la fin des mots (notation des marques grammaticales même si non audibles, et non notation du phénomène audible d'assourdissement des consonnes en syllabe fermée).
Un signe particulier, la a rond en chef (å), est introduit. Prévu au départ pour noter un son vélaire particulier présent dans certains dialectes levantins, il est rapidement adopté pour noter ce qui était écrit â mais prononcé [ɔ:] (comme dans le mot Årdène, auparavant écrit Ârdenne).
Cette lettre, inexistante en français, devient un symbole visuel fort du wallon là où elle est utilisée (principalement à l'Est).
L'introduction de ce système orthographique présente l'avantage de faciliter la lecture et de permettre intuitivement une bonne prononciation des sons, même si on n'est pas locuteur natif de la variété mentionnée. Néanmoins, les analogies permettent quand même des rapprochements avec les origines latines. Elle est également très souple, plusieurs sons identiques pouvant être indiqués par des graphies différentes (comme cwè/kwè, cwand/qwand, tins/timp/timps).
À la fin du xxe siècle, ce système orthographique a été largement combattu par les partisans d'un autre système, appelé r(i)fondou walon en wallon, qui ambitionne de créer une orthographe commune pour la langue, et qui gomme les variations dialectales pour créer une orthographe pan-wallonne.

## Adaptation Feller-Carton
Pour le picard on utilise depuis les années 1960, au moins parmi les universitaires, la graphie dite « Feller-Carton » (adaptation au picard, par le professeur Fernand Carton, de l'orthographe du wallon mise au point par Jules Feller).
Pour ce faire, Carton a fait 15 propositions basées sur deux priorités :
- rester proche de la graphie française,
- être au plus près de la phonétique du picard.

Voyelles
| a             | â          | æ   |          | ai       | an, am | au       | å   |
| ------------- | ---------- | --- | -------- | -------- | ------ | -------- | --- |
| /a/, /ɑ/      | /a:/, /ɑ:/ | /e/ |          | /ɛ/, /e/ | /ɑ̃/    | /o/      | /ɑ/ |
| e             | ê          | é   | eau      |          | én, ém | eu       | è   |
| /ə/, /e/, /ɛ/ | /e:/, /ɛ:/ | /e/ | /o/      |          | /œ̃/    | /œ/, /ø/ | /ɛ/ |
| i             | î          |     |          |          | in, im |          | ï   |
| /i/, /j/      | /i:/       |     |          |          | /ɛ̃/    |          | /j/ |
| o             | ô          | œ   | œu       | oi       | on, om | ou       |     |
| /ɔ/, /o/      | /ɔ:/, /o:/ | /e/ | /œ/, /ø/ | /wa/     | /ɔ̃/    | /u/, /w/ |     |
| u             | û          |     |          |          |        |          |     |
| /y/, /ɥ/      | /y:/       |     |          |          |        |          |     |
| y             | ŷ          |     |          |          |        |          |     |
| /i/, /j/      | /i:/       |     |          |          |        |          |     |

- Les lettres a, é, è, eu, i, o, u, ou ont la même prononciation qu'en français.

- Pour le son o, on peut utiliser les groupes de lettres au et eau pour rester proche des mots français

autsu (au-dessus), un bieau catieau (un beau château) , caud (chaud) , etc
- La lettre e dans un mot, quand elle est muette, peut être remplacée par une apostrophe dans le mot.

bètemint ou bèt'mint (bêtement)
- Les groupes -er et -ez peuvent être utilisés à la fin des verbes, conjugués ou non.

canter (chanter), os vos incrintchez (vous vous accrochez)
- Les diphtongues du picard peuvent s'écrire au, eu, ai, ew, aw, ay, euy, oé, wé, oai, oin.

capiau (chapeau), catieu (château), laicher (laisser), fèw (faux), iaw (eau), défulay (décoiffé), coteûy (côté), t'avoés (tu avais), parfwère (parfaire), l'moaison (la maison), boin.ne (bonne)
- Les nasales sont: an, am , in, im , én, ém , on, om .

Parfois on utilise une graphie avec un point disjonctif pour marquer les nasales:
glin.ne ([glɛ̃n]) (fr: poule) , pron.ne ([prõn]) (fr: prune)
Consonnes
| b   | c        | ç    | ch  | d   | f         | g        | gn       | gu  | h   | j   | k   | l   |
| --- | -------- | ---- | --- | --- | --------- | -------- | -------- | --- | --- | --- | --- | --- |
| [b] | [k], [s] | [s]  | [ʃ] | [d] | [f]       | [g], [ʒ] | [ɲ]      | [g] | *   | [ʒ] | [k] | [l] |
| m   | n        | ng   | p   | q   | qu        | r, rh    | s        | ss  | t   | v   | w   | z   |
| [m] | [n]      | [ŋg] | [p] | [k] | [k], [kw] | [ʁ]      | [s], [z] | [s] | [t] | [v] | [w] | [z] |

- c se prononce [s] seulement devant e, i, y;
- g se prononce [ʒ] seulement devant e, i, y;

- s se prononce [z] entre deux voyelles et se prononce [s] dans les autres cas;

- en général, les c, d, g, p, r, s, t, x et z à la fin des mots ne se prononcent pas, sauf pour faire une liaison.

- k est utilisé pour les sons [k] comme dans fisike (physique), kère (tomber)

mais on écrit qu pour les mots grammaticaux:
quo qu'i dit? (que dit-il?), quèque (quelque), Queu babèle qu'ale o ! (Quel bagout elle a !)
- on n'écrit pas ph mais on écrit un f:

foto (photo) , démografie (démographie) , apostrofe (apostrophe) , etc
- on n'écrit pas th mais

téïate (théatre)  , téolodjie (théologie) , tèse (thèse) , matématikes (mathématiques), etc
- on n'écrit pas  x mais gz, cs

ègzimpe (exemple) , ficsé (fixé) , etc
- on n'écrit pas  -tion mais -cion

punicion (punition) , ... etc
- mettre un h seulement s'il est aspiré

un onme (un homme) , l'eure (l'heure) , l'ortillon (l'hortillon) , ...
mais
un hantar (un manche de faux) , la heute (la houe) , un hansard (un couperet) , un hôbe (un épervier)  , ech héquet (la barrière) , le hernu (l'orage) , in heut (en haut) ...
- on écrit  corale pour chorale, Crisse pour Christ , ...